# Okręg Bellac
Okręg Bellac (fr. Arrondissement de Bellac) – okręg w południowej Francji. Populacja wynosi 40 700.

## Podział administracyjny
W skład okręgu wchodzą następujące kantony:
- Bellac,
- Bessines-sur-Gartempe,
- Châteauponsac,
- Dorat,
- Magnac-Laval,
- Mézières-sur-Issoire,
- Nantiat,
- Saint-Sulpice-les-Feuilles.